# 農民講道館農業高等学校
農民講道館農業高等学校（のうみんこうどうかんのうぎょうこうとうがっこう）は、かつて埼玉県北足立郡与野町のち与野市円阿弥272（現さいたま市中央区円阿弥7-4-1）にあった私立高等学校である。
学校法人農民講道館により運営され、設置学科は農業科のみの男子校だった。高等学校の創立は1954年度以前で、廃止は1962年3月末。
横尾惣三郎が併設校の農民講道館農業短期大学学長と兼任の形で校長を務めていたが、1961年死去。代理として北野康雄が短期大学学長との兼任で校長に就いたが、横尾の死をきっかけに学校法人農民講道館は解散し、高等学校・短期大学ともに急遽募集を取りやめた。その跡地に与野農工高等学校が建設され、1999年より埼玉県立いずみ高等学校となり現在に至る。

## 年度別生徒数
| 年     | 生徒数                        | 出典  |
| ------ | ----------------------------- | ----- |
| 1949年 | 30 うち3年生14 2年生10 1年生6 | [ 1 ] |
| 1954年 | 48                            | [ 2 ] |
| 1959年 | 39                            | [ 3 ] |
| 1960年 | 41                            | [ 4 ] |
| 1961年 | 20                            | [ 5 ] |